# Phatepur
Phatepur (en népalais : फत्तेपुर) est un comité de développement villageois du Népal situé dans le district de Saptari. Au recensement de 2011, il comptait 11 303 habitants.